# Mulat
En mulat er en person af blandet sort og hvid afstamning.
Betegnelsen stammer fra det portugisiske mulato, der betyder "mulæsel" (afledt af latin mūlus "muldyr"). Ordet regnes af nogle for nedsættende med racistiske overtoner.
Betegnelsen kvadron eller kvarteron har tidligere været brugt om en person, hvis afstamning er kvart sort og trekvart hvid.